# Sidney Paget
Sidney Edward Paget (4 de octubre de 1860 en Londres - 28 de enero de 1908) fue un ilustrador británico de la Época victoriana, el cual trabajó mucho para la revista The Strand Magazine.

## Biografía
Hoy en día, Sidney Paget es más conocido como el creador de la imagen popular de Sherlock Holmes, que por su propia actividad profesional. Fue involuntariamente contratado para ilustrar Las aventuras de Sherlock Holmes, una serie de doce relatos cortos que se publicaron desde julio de 1891 hasta diciembre de 1892, cuando los editores accidentalmente le enviaron la correspondencia con el encargo a él, en lugar de a su hermano menor Walter Paget.
Es una creencia comúnmente aceptada que Paget posteriormente basó la apariencia de Holmes en la de Walter. Sin embargo, según el Oxford Dictionary of National Biography de 1912 "La afirmación de que el hermano del artista Walter, u otra persona cualquiera, sirvió como modelo para el retrato de Sherlock Holmes es incorrecta". Henry Marriott (H.M.) Paget, hermano y amigo íntimo de Sidney Paget, se cita como la fuente de información privada. 
En 1893, Paget ilustró Las Memorias de Sherlock Holmes, publicado en The Strand como episodios adicionales a las Aventuras. Cuando Sir Arthur Conan Doyle revivió la serie de Sherlock Holmes con El sabueso de los Baskerville, publicado por entregas en The Strand en 1901-02, requirió específicamente que Paget fuera el ilustrador. Paget se dispuso a ilustrar otra serie de historias cortas, El Regreso de Sherlock Holmes, en 1903-04. En total, ilustró una novela y 37 historias cortas de Holmes. Sus ilustraciones han influenciado todas las interpretaciones del gran detective en la ficción, así como películas y obras de teatro de este personaje.
The Strand se convirtió en una de las más prestigiosas revistas de ficción de Gran Bretaña, y los relatos de Holmes rápidamente fueron su característica más popular. No era ni mucho menos inusual para ejemplares con historias de Sherlock Holmes que estos se agotaran en los quioscos.

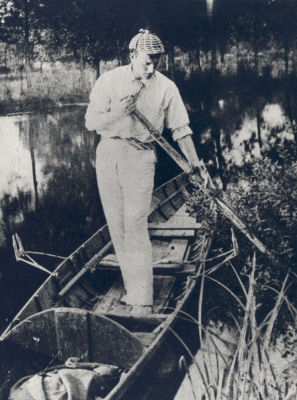
Sidney Paget llevando un sombrero de cazador de gamos.

Al mismo tiempo que la popularidad de Holmes crecía, las ilustraciones se hicieron más grandes y elaboradas. Comenzando con El Problema Final en 1893, casi todas los relatos de Holmes en The Strand tenían como característica una ilustración a toda página así como muchos otros dibujos más pequeños dentro del texto. Las ilustraciones también adquirieron un tono más oscuro cuando Paget usó el blanco y negro para reflejar la atmósfera lúgubre de los relatos. El oscuro y sombrío aspecto de las ilustraciones de Paget probablemente influenció las películas americanas de detectives y el cine negro. Las mismas desde luego, han influenciado también cada una de las películas basadas en las historias de Holmes.
Además, a Paget también se le atribuye ser el primero en darle a Holmes el sombrero de cazador y la capa de Inverness, detalles que nunca fueron mencionados en los escritos de Sir Arthur Conan Doyle. La capa y el abrigo aparecieron por primera vez en una ilustración para El Misterio del Valle Boscombe en 1891, y reaparecen en Estrella de Plata en 1893. También se muestran en unas pocas ilustraciones de El Regreso de Sherlock Holmes. Por su parte, la pipa curvada fue añadida por el actor de teatro William Gillette.

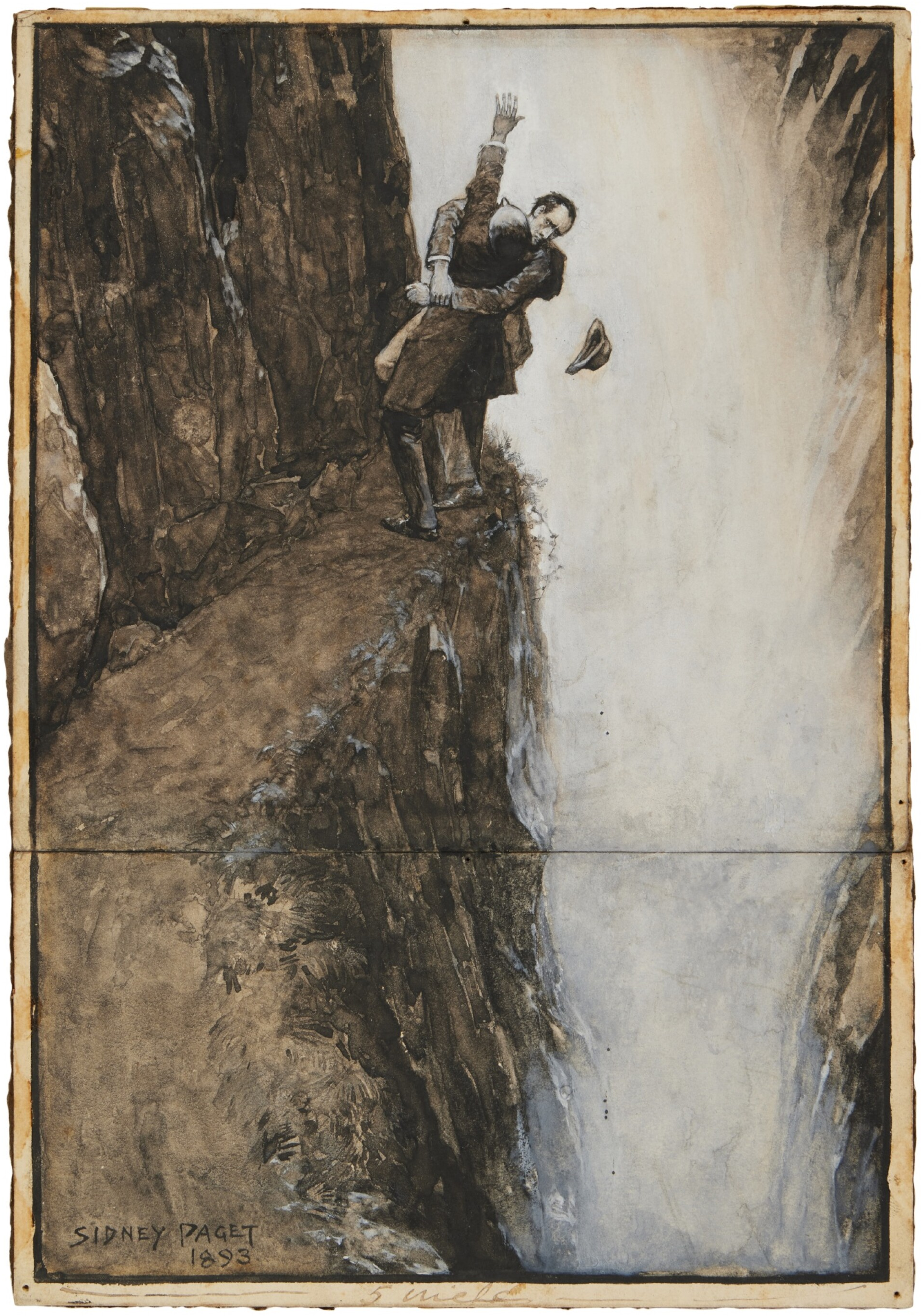
Holmes y Moriarty en las Cataratas de Reichenbach.

Con todo, Sidney Paget hizo unos 356 dibujos publicados para la serie de Sherlock Holmes. Después de su fallecimiento en 1908, otros ilustradores se dieron cuenta de que tenían que imitar el estilo de Paget cuando dibujaban a Sherlock Holmes, y así lo hicieron. Las ilustraciones de Paget han sido reimpresas en muchas antologías holmesianas. Paget hizo para Sherlock Holmes lo que John Tenniel hizo para las historias de la Alicia de Lewis Carroll: definió en forma apropiada la apariencia de un personaje de ficción realmente original.
Un juego completo de ejemplares de The Strand con las aventuras ilustradas de Sherlock Holmes, es una de las piezas de coleccionista más raras y caras en la historia de la industria editorial. El dibujo original de Paget de 10.5 x 6.75 pulgadas de Holmes y Moriarty en un combate mortal en el borde de las Cataratas de Reichenbach, fue vendido por Sotheby's en Nueva York el 16 de noviembre de 2004 por $220,800.